# Camargo (Kentucky)
Camargo – miasto w Stanach Zjednoczonych, w stanie Kentucky, w hrabstwie Montgomery.